# Marina Rodriguez
Marina Alcalde Rodriguez (Bagé, 29 de abril de 1987) é uma lutadora brasileira de artes marciais mistas, luta na categoria peso-palha feminino do Ultimate Fighting Championship.

## Início
Rodriguez nasceu em Bagé, Rio Grande do Sul. Ela tem dois irmãos, Gabriel e Roberto Alcalde Rodriguez, dos quais este último foi três vezes medalhista de ouro nos Jogos Parapan-americanos em natação. Na juventude, Rodriguez jogou futebol, vôlei, basquete e handebol. Cansada com a falta de atividade física em seu trabalho como designer gráfica, ela decidiu começar a treinar muay thai em 2013.

## Carreira no MMA

### Dana White's Contender Series
Rodriguez apareceu no Dana White's Contender Series Brasil em 11 de agosto de 2018 contra Maria de Oliveira Neta. Ela venceu por nocaute técnico no primeiro round.

### Ultimate Fighting Championship
Rodriguez fez sua estreia no UFC em 22 de setembro de 2018 contra Randa Markos no UFC Fight Night: Santos vs. Anders. A luta terminou empatada.
Sua próxima luta veio em 30 de março de 2019 no UFC on ESPN: Barboza vs. Gaethje against Jessica Aguilar. Ela venceu por decisão unânime.
Rodriguez enfrentou Tecia Torres em 10 de agosto de 2019 no UFC Fight Night: Shevchenko vs. Carmouche 2. Ela venceu por decisão unânime.
Rodriguez enfrentou Cynthia Calvillo, substituindo a lesionada Cláudia Gadelha, em 7 de dezembro de 2019 no UFC on ESPN: Overeem vs. Rozenstruik. A luta terminou empatada.
Em 9 de outubro de 2021 no UFC Fight Night: Dern vs. Rodriguez luta principal da noite, Rodriguez venceu Mackenzie Dern por decisão unânime. 

## Cartel no MMA
| Cartel no MMA   |             |            |
| 20 lutas        | 16 vitórias | 2 derrotas |
| Por nocaute     | 6           | 1          |
| Por finalização | 1           | 0          |
| Por decisão     | 9           | 1          |
| Empates         | 2           | 2          |

| Res.    | Cartel | Oponente                  | Método                               | Evento                                        | Data       | Round | Tempo | Local                    | Notas                                  |
| ------- | ------ | ------------------------- | ------------------------------------ | --------------------------------------------- | ---------- | ----- | ----- | ------------------------ | -------------------------------------- |
| Derrota | 16-3-2 | Virna Jandiroba           | Decisão (unânime)                    | UFC 288: Sterling vs. Cejudo                  | 06/05/2023 | 3     | 5:00  | Newark, New Jersey       |                                        |
| Derrota | 16-2-2 | Amanda Lemos              | Nocaute Técnico (socos)              | UFC Fight Night: Rodriguez vs. Lemos          | 05/11/2022 | 3     | 0:54  | Las Vegas, Nevada        |                                        |
| Vitória | 16-1-2 | Yan Xiaonan               | Decisão (dividida)                   | UFC 272: Covington vs. Masvidal               | 05/03/2022 | 3     | 5:00  | Las Vegas, Nevada        |                                        |
| Vitória | 15-1-2 | Mackenzie Dern            | Decisão (unânime)                    | UFC Fight Night: Dern vs. Rodriguez           | 09/10/2021 | 5     | 5:00  | Las Vegas, Nevada        | Retornou ao Peso Palha; Luta da Noite. |
| Vitória | 14-1-2 | Michelle Waterson         | Decisão (unânime)                    | UFC on ESPN: Rodriguez vs. Waterson           | 08/05/2021 | 5     | 5:00  | Las Vegas, Nevada        |                                        |
| Vitória | 13-1-2 | Amanda Ribas              | Nocaute Técnico (cotovelada e socos) | UFC 257: Poirier vs. McGregor 2               | 23/01/2021 | 2     | 0:54  | Abu Dhabi                | Performance da Noite.                  |
| Derrota | 12-1-2 | Carla Esparza             | Decisão (dividida)                   | UFC on ESPN: Whittaker vs. Till               | 25/07/2020 | 3     | 5:00  | Abu Dhabi                |                                        |
| Empate  | 12-0-2 | Cynthia Calvillo          | Empate (majoritário)                 | UFC on ESPN: Overeem vs. Rozenstruik          | 07/12/2019 | 3     | 5:00  | Washington, D.C.         |                                        |
| Vitória | 12-0-1 | Tecia Torres              | Decisão (unânime)                    | UFC Fight Night: Shevchenko vs. Carmouche 2   | 10/08/2019 | 3     | 5:00  | Montevidéu               |                                        |
| Vitória | 11-0-1 | Jessica Aguilar           | Decisão (unânime)                    | UFC on ESPN: Barboza vs. Gaethje              | 30/03/2019 | 3     | 5:00  | Filadélfia, Pensilvânia  |                                        |
| Empate  | 10-0-1 | Randa Markos              | Empate (majoritário)                 | UFC Fight Night: Santos vs. Anders            | 22/09/2018 | 3     | 5:00  | São Paulo, São Paulo     | Estreia no UFC.                        |
| Vitória | 10-0   | Maria de Oliveira Neta    | Nocaute Técnico (socos)              | Dana White's Contender Series Brazil 2        | 11/08/2018 | 1     | 3:03  | Las Vegas, Nevada        |                                        |
| Vitória | 9-0    | Natalia Cristina da Silva | Decisão (unânime)                    | Thunder Fight 14                              | 16/12/2017 | 3     | 5:00  | São Paulo, São Paulo     |                                        |
| Vitória | 8-0    | Amanda Torres Sardinha    | Decisão (unânime)                    | Shooto Brazil 79                              | 28/12/2017 | 3     | 5:00  | Rio de Janeiro           |                                        |
| Vitória | 7-0    | Samara Santos Cunha       | Decisão (unânime)                    | Fight 2 Night 2                               | 28/04/2017 | 3     | 5:00  | Foz do Iguaçu            |                                        |
| Vitória | 6-0    | Paula Vieira da Silva     | Nocaute Técnico (socos)              | Curitiba Top Fight 10                         | 24/02/2017 | 1     | 4:50  | Curitiba                 |                                        |
| Vitória | 5-0    | Vanessa Guimaraes         | Finalização (triângulo)              | Aspera FC 41                                  | 09/07/2016 | 2     | 1:47  | São José, Santa Catarina |                                        |
| Vitória | 4-0    | Márcia Oliveira           | Nocaute Técnico (socos)              | Floripa Fight Championship: The Big Challenge | 04/06/2016 | 1     | 1:42  | Florianópolis            |                                        |
| Vitória | 3-0    | Caroline Silva            | Nocaute Técnico (joelhada e socos)   | Aspera FC 33                                  | 19/03/2016 | 2     | 0:47  | São José, Santa Catarina |                                        |
| Vitória | 2-0    | Caroline Silva            | Decisão (unânime)                    | Aspera FC 24                                  | 12/09/2015 | 3     | 5:00  | São José, Santa Catarina |                                        |
| Vitória | 1-0    | Silvania Monteiro         | Nocaute Técnico (desistência)        | São José Super Fight 6                        | 28/03/2015 | 1     | 5:00  | São José, Santa Catarina | Estreia no Peso Palha.                 |